# Georgisch handbalteam (vrouwen)
Het Georgisch handbalteam is het nationale team van Georgië voor vrouwen. Het team vertegenwoordigt de საქართველოს ეროვნული ხელბურთის ასოციაციის.

## Resultaten

### Olympische Spelen
| Olympische Spelen | Olympische Spelen              | Olympische Spelen              | Olympische Spelen              | Olympische Spelen              | Olympische Spelen              | Olympische Spelen              | Olympische Spelen              | Olympische Spelen              |
| Jaar (teams)      | Resultaat                      | Wed                            | W                              | G                              | V                              | DV                             | DT                             | DS                             |
| ----------------- | ------------------------------ | ------------------------------ | ------------------------------ | ------------------------------ | ------------------------------ | ------------------------------ | ------------------------------ | ------------------------------ |
| 1976 (6)          | Onderdeel van Sovjet-Unie      | Onderdeel van Sovjet-Unie      | Onderdeel van Sovjet-Unie      | Onderdeel van Sovjet-Unie      | Onderdeel van Sovjet-Unie      | Onderdeel van Sovjet-Unie      | Onderdeel van Sovjet-Unie      | Onderdeel van Sovjet-Unie      |
| 1980 (6)          | Onderdeel van Sovjet-Unie      | Onderdeel van Sovjet-Unie      | Onderdeel van Sovjet-Unie      | Onderdeel van Sovjet-Unie      | Onderdeel van Sovjet-Unie      | Onderdeel van Sovjet-Unie      | Onderdeel van Sovjet-Unie      | Onderdeel van Sovjet-Unie      |
| 1984 (6)          | Onderdeel van Sovjet-Unie      | Onderdeel van Sovjet-Unie      | Onderdeel van Sovjet-Unie      | Onderdeel van Sovjet-Unie      | Onderdeel van Sovjet-Unie      | Onderdeel van Sovjet-Unie      | Onderdeel van Sovjet-Unie      | Onderdeel van Sovjet-Unie      |
| 1988 (8)          | Onderdeel van Sovjet-Unie      | Onderdeel van Sovjet-Unie      | Onderdeel van Sovjet-Unie      | Onderdeel van Sovjet-Unie      | Onderdeel van Sovjet-Unie      | Onderdeel van Sovjet-Unie      | Onderdeel van Sovjet-Unie      | Onderdeel van Sovjet-Unie      |
| 1992 (8)          | Onderdeel van gezamenlijk team | Onderdeel van gezamenlijk team | Onderdeel van gezamenlijk team | Onderdeel van gezamenlijk team | Onderdeel van gezamenlijk team | Onderdeel van gezamenlijk team | Onderdeel van gezamenlijk team | Onderdeel van gezamenlijk team |
| 1996 (8)          | Niet gekwalificeerd            | Niet gekwalificeerd            | Niet gekwalificeerd            | Niet gekwalificeerd            | Niet gekwalificeerd            | Niet gekwalificeerd            | Niet gekwalificeerd            | Niet gekwalificeerd            |
| 2000 (10)         | Niet gekwalificeerd            | Niet gekwalificeerd            | Niet gekwalificeerd            | Niet gekwalificeerd            | Niet gekwalificeerd            | Niet gekwalificeerd            | Niet gekwalificeerd            | Niet gekwalificeerd            |
| 2004 (10)         | Niet gekwalificeerd            | Niet gekwalificeerd            | Niet gekwalificeerd            | Niet gekwalificeerd            | Niet gekwalificeerd            | Niet gekwalificeerd            | Niet gekwalificeerd            | Niet gekwalificeerd            |
| 2008 (12)         | Niet gekwalificeerd            | Niet gekwalificeerd            | Niet gekwalificeerd            | Niet gekwalificeerd            | Niet gekwalificeerd            | Niet gekwalificeerd            | Niet gekwalificeerd            | Niet gekwalificeerd            |
| 2012 (12)         | Niet gekwalificeerd            | Niet gekwalificeerd            | Niet gekwalificeerd            | Niet gekwalificeerd            | Niet gekwalificeerd            | Niet gekwalificeerd            | Niet gekwalificeerd            | Niet gekwalificeerd            |
| 2016 (12)         | Niet gekwalificeerd            | Niet gekwalificeerd            | Niet gekwalificeerd            | Niet gekwalificeerd            | Niet gekwalificeerd            | Niet gekwalificeerd            | Niet gekwalificeerd            | Niet gekwalificeerd            |
| 2020 (12)         | Niet gekwalificeerd            | Niet gekwalificeerd            | Niet gekwalificeerd            | Niet gekwalificeerd            | Niet gekwalificeerd            | Niet gekwalificeerd            | Niet gekwalificeerd            | Niet gekwalificeerd            |
| Totaal            | 0/7                            | 0                              | 0                              | 0                              | 0                              | 0                              | 0                              | 0                              |

 Kampioenen   Runners-up   Derde plaats   Vierde plaats

### Wereldkampioenschap
| Wereldkampioenschap | Wereldkampioenschap               | Wereldkampioenschap               | Wereldkampioenschap               | Wereldkampioenschap               | Wereldkampioenschap               | Wereldkampioenschap               | Wereldkampioenschap               | Wereldkampioenschap               |
| Jaar                | Resultaat                         | Wed                               | W                                 | G                                 | V                                 | DV                                | DT                                | DS                                |
| ------------------- | --------------------------------- | --------------------------------- | --------------------------------- | --------------------------------- | --------------------------------- | --------------------------------- | --------------------------------- | --------------------------------- |
| 1957                | Onderdeel van Sovjet-Unie         | Onderdeel van Sovjet-Unie         | Onderdeel van Sovjet-Unie         | Onderdeel van Sovjet-Unie         | Onderdeel van Sovjet-Unie         | Onderdeel van Sovjet-Unie         | Onderdeel van Sovjet-Unie         | Onderdeel van Sovjet-Unie         |
| 1962                | Onderdeel van Sovjet-Unie         | Onderdeel van Sovjet-Unie         | Onderdeel van Sovjet-Unie         | Onderdeel van Sovjet-Unie         | Onderdeel van Sovjet-Unie         | Onderdeel van Sovjet-Unie         | Onderdeel van Sovjet-Unie         | Onderdeel van Sovjet-Unie         |
| 1965                | Onderdeel van Sovjet-Unie         | Onderdeel van Sovjet-Unie         | Onderdeel van Sovjet-Unie         | Onderdeel van Sovjet-Unie         | Onderdeel van Sovjet-Unie         | Onderdeel van Sovjet-Unie         | Onderdeel van Sovjet-Unie         | Onderdeel van Sovjet-Unie         |
| 1971                | Onderdeel van Sovjet-Unie         | Onderdeel van Sovjet-Unie         | Onderdeel van Sovjet-Unie         | Onderdeel van Sovjet-Unie         | Onderdeel van Sovjet-Unie         | Onderdeel van Sovjet-Unie         | Onderdeel van Sovjet-Unie         | Onderdeel van Sovjet-Unie         |
| 1973                | Onderdeel van Sovjet-Unie         | Onderdeel van Sovjet-Unie         | Onderdeel van Sovjet-Unie         | Onderdeel van Sovjet-Unie         | Onderdeel van Sovjet-Unie         | Onderdeel van Sovjet-Unie         | Onderdeel van Sovjet-Unie         | Onderdeel van Sovjet-Unie         |
| 1975                | Onderdeel van Sovjet-Unie         | Onderdeel van Sovjet-Unie         | Onderdeel van Sovjet-Unie         | Onderdeel van Sovjet-Unie         | Onderdeel van Sovjet-Unie         | Onderdeel van Sovjet-Unie         | Onderdeel van Sovjet-Unie         | Onderdeel van Sovjet-Unie         |
| 1978                | Onderdeel van Sovjet-Unie         | Onderdeel van Sovjet-Unie         | Onderdeel van Sovjet-Unie         | Onderdeel van Sovjet-Unie         | Onderdeel van Sovjet-Unie         | Onderdeel van Sovjet-Unie         | Onderdeel van Sovjet-Unie         | Onderdeel van Sovjet-Unie         |
| 1982                | Onderdeel van Sovjet-Unie         | Onderdeel van Sovjet-Unie         | Onderdeel van Sovjet-Unie         | Onderdeel van Sovjet-Unie         | Onderdeel van Sovjet-Unie         | Onderdeel van Sovjet-Unie         | Onderdeel van Sovjet-Unie         | Onderdeel van Sovjet-Unie         |
| 1986                | Onderdeel van Sovjet-Unie         | Onderdeel van Sovjet-Unie         | Onderdeel van Sovjet-Unie         | Onderdeel van Sovjet-Unie         | Onderdeel van Sovjet-Unie         | Onderdeel van Sovjet-Unie         | Onderdeel van Sovjet-Unie         | Onderdeel van Sovjet-Unie         |
| 1990                | Onderdeel van Sovjet-Unie         | Onderdeel van Sovjet-Unie         | Onderdeel van Sovjet-Unie         | Onderdeel van Sovjet-Unie         | Onderdeel van Sovjet-Unie         | Onderdeel van Sovjet-Unie         | Onderdeel van Sovjet-Unie         | Onderdeel van Sovjet-Unie         |
| 1993                | Niet deelgenomen aan kwalificatie | Niet deelgenomen aan kwalificatie | Niet deelgenomen aan kwalificatie | Niet deelgenomen aan kwalificatie | Niet deelgenomen aan kwalificatie | Niet deelgenomen aan kwalificatie | Niet deelgenomen aan kwalificatie | Niet deelgenomen aan kwalificatie |
| 1995                | Niet gekwalificeerd               | Niet gekwalificeerd               | Niet gekwalificeerd               | Niet gekwalificeerd               | Niet gekwalificeerd               | Niet gekwalificeerd               | Niet gekwalificeerd               | Niet gekwalificeerd               |
| 1997                | Niet gekwalificeerd               | Niet gekwalificeerd               | Niet gekwalificeerd               | Niet gekwalificeerd               | Niet gekwalificeerd               | Niet gekwalificeerd               | Niet gekwalificeerd               | Niet gekwalificeerd               |
| 1999                | Niet deelgenomen aan kwalificatie | Niet deelgenomen aan kwalificatie | Niet deelgenomen aan kwalificatie | Niet deelgenomen aan kwalificatie | Niet deelgenomen aan kwalificatie | Niet deelgenomen aan kwalificatie | Niet deelgenomen aan kwalificatie | Niet deelgenomen aan kwalificatie |
| 2001                | Niet deelgenomen aan kwalificatie | Niet deelgenomen aan kwalificatie | Niet deelgenomen aan kwalificatie | Niet deelgenomen aan kwalificatie | Niet deelgenomen aan kwalificatie | Niet deelgenomen aan kwalificatie | Niet deelgenomen aan kwalificatie | Niet deelgenomen aan kwalificatie |
| 2003                | Niet deelgenomen aan kwalificatie | Niet deelgenomen aan kwalificatie | Niet deelgenomen aan kwalificatie | Niet deelgenomen aan kwalificatie | Niet deelgenomen aan kwalificatie | Niet deelgenomen aan kwalificatie | Niet deelgenomen aan kwalificatie | Niet deelgenomen aan kwalificatie |
| 2005                | Niet deelgenomen aan kwalificatie | Niet deelgenomen aan kwalificatie | Niet deelgenomen aan kwalificatie | Niet deelgenomen aan kwalificatie | Niet deelgenomen aan kwalificatie | Niet deelgenomen aan kwalificatie | Niet deelgenomen aan kwalificatie | Niet deelgenomen aan kwalificatie |
| 2007                | Niet deelgenomen aan kwalificatie | Niet deelgenomen aan kwalificatie | Niet deelgenomen aan kwalificatie | Niet deelgenomen aan kwalificatie | Niet deelgenomen aan kwalificatie | Niet deelgenomen aan kwalificatie | Niet deelgenomen aan kwalificatie | Niet deelgenomen aan kwalificatie |
| 2009                | Niet deelgenomen aan kwalificatie | Niet deelgenomen aan kwalificatie | Niet deelgenomen aan kwalificatie | Niet deelgenomen aan kwalificatie | Niet deelgenomen aan kwalificatie | Niet deelgenomen aan kwalificatie | Niet deelgenomen aan kwalificatie | Niet deelgenomen aan kwalificatie |
| 2011                | Niet deelgenomen aan kwalificatie | Niet deelgenomen aan kwalificatie | Niet deelgenomen aan kwalificatie | Niet deelgenomen aan kwalificatie | Niet deelgenomen aan kwalificatie | Niet deelgenomen aan kwalificatie | Niet deelgenomen aan kwalificatie | Niet deelgenomen aan kwalificatie |
| 2013                | Niet deelgenomen aan kwalificatie | Niet deelgenomen aan kwalificatie | Niet deelgenomen aan kwalificatie | Niet deelgenomen aan kwalificatie | Niet deelgenomen aan kwalificatie | Niet deelgenomen aan kwalificatie | Niet deelgenomen aan kwalificatie | Niet deelgenomen aan kwalificatie |
| 2015                | Niet deelgenomen aan kwalificatie | Niet deelgenomen aan kwalificatie | Niet deelgenomen aan kwalificatie | Niet deelgenomen aan kwalificatie | Niet deelgenomen aan kwalificatie | Niet deelgenomen aan kwalificatie | Niet deelgenomen aan kwalificatie | Niet deelgenomen aan kwalificatie |
| 2017                | Niet deelgenomen aan kwalificatie | Niet deelgenomen aan kwalificatie | Niet deelgenomen aan kwalificatie | Niet deelgenomen aan kwalificatie | Niet deelgenomen aan kwalificatie | Niet deelgenomen aan kwalificatie | Niet deelgenomen aan kwalificatie | Niet deelgenomen aan kwalificatie |
| 2019                | Niet deelgenomen aan kwalificatie | Niet deelgenomen aan kwalificatie | Niet deelgenomen aan kwalificatie | Niet deelgenomen aan kwalificatie | Niet deelgenomen aan kwalificatie | Niet deelgenomen aan kwalificatie | Niet deelgenomen aan kwalificatie | Niet deelgenomen aan kwalificatie |
| 2021                | Niet deelgenomen aan kwalificatie | Niet deelgenomen aan kwalificatie | Niet deelgenomen aan kwalificatie | Niet deelgenomen aan kwalificatie | Niet deelgenomen aan kwalificatie | Niet deelgenomen aan kwalificatie | Niet deelgenomen aan kwalificatie | Niet deelgenomen aan kwalificatie |
| Totaal              | 0/15                              | 0                                 | 0                                 | 0                                 | 0                                 | 0                                 | 0                                 | 0                                 |

 Kampioenen   Runners-up   Derde plaats   Vierde plaats

### Europees kampioenschap
| Europees kampioenschap | Europees kampioenschap            | Europees kampioenschap            | Europees kampioenschap            | Europees kampioenschap            | Europees kampioenschap            | Europees kampioenschap            | Europees kampioenschap            | Europees kampioenschap            |
| Jaar (teams)           | Resultaat                         | Wed                               | W                                 | G                                 | V                                 | DV                                | DT                                | DS                                |
| ---------------------- | --------------------------------- | --------------------------------- | --------------------------------- | --------------------------------- | --------------------------------- | --------------------------------- | --------------------------------- | --------------------------------- |
| 1994 (12)              | Niet gekwalificeerd               | Niet gekwalificeerd               | Niet gekwalificeerd               | Niet gekwalificeerd               | Niet gekwalificeerd               | Niet gekwalificeerd               | Niet gekwalificeerd               | Niet gekwalificeerd               |
| 1996 (12)              | Niet deelgenomen aan kwalificatie | Niet deelgenomen aan kwalificatie | Niet deelgenomen aan kwalificatie | Niet deelgenomen aan kwalificatie | Niet deelgenomen aan kwalificatie | Niet deelgenomen aan kwalificatie | Niet deelgenomen aan kwalificatie | Niet deelgenomen aan kwalificatie |
| 1998 (12)              | Niet deelgenomen aan kwalificatie | Niet deelgenomen aan kwalificatie | Niet deelgenomen aan kwalificatie | Niet deelgenomen aan kwalificatie | Niet deelgenomen aan kwalificatie | Niet deelgenomen aan kwalificatie | Niet deelgenomen aan kwalificatie | Niet deelgenomen aan kwalificatie |
| 2000 (12)              | Niet deelgenomen aan kwalificatie | Niet deelgenomen aan kwalificatie | Niet deelgenomen aan kwalificatie | Niet deelgenomen aan kwalificatie | Niet deelgenomen aan kwalificatie | Niet deelgenomen aan kwalificatie | Niet deelgenomen aan kwalificatie | Niet deelgenomen aan kwalificatie |
| 2002 (16)              | Niet deelgenomen aan kwalificatie | Niet deelgenomen aan kwalificatie | Niet deelgenomen aan kwalificatie | Niet deelgenomen aan kwalificatie | Niet deelgenomen aan kwalificatie | Niet deelgenomen aan kwalificatie | Niet deelgenomen aan kwalificatie | Niet deelgenomen aan kwalificatie |
| 2004 (16)              | Niet deelgenomen aan kwalificatie | Niet deelgenomen aan kwalificatie | Niet deelgenomen aan kwalificatie | Niet deelgenomen aan kwalificatie | Niet deelgenomen aan kwalificatie | Niet deelgenomen aan kwalificatie | Niet deelgenomen aan kwalificatie | Niet deelgenomen aan kwalificatie |
| 2006 (16)              | Niet deelgenomen aan kwalificatie | Niet deelgenomen aan kwalificatie | Niet deelgenomen aan kwalificatie | Niet deelgenomen aan kwalificatie | Niet deelgenomen aan kwalificatie | Niet deelgenomen aan kwalificatie | Niet deelgenomen aan kwalificatie | Niet deelgenomen aan kwalificatie |
| 2008 (16)              | Niet deelgenomen aan kwalificatie | Niet deelgenomen aan kwalificatie | Niet deelgenomen aan kwalificatie | Niet deelgenomen aan kwalificatie | Niet deelgenomen aan kwalificatie | Niet deelgenomen aan kwalificatie | Niet deelgenomen aan kwalificatie | Niet deelgenomen aan kwalificatie |
| 2010 (16)              | Niet deelgenomen aan kwalificatie | Niet deelgenomen aan kwalificatie | Niet deelgenomen aan kwalificatie | Niet deelgenomen aan kwalificatie | Niet deelgenomen aan kwalificatie | Niet deelgenomen aan kwalificatie | Niet deelgenomen aan kwalificatie | Niet deelgenomen aan kwalificatie |
| 2012 (16)              | Niet deelgenomen aan kwalificatie | Niet deelgenomen aan kwalificatie | Niet deelgenomen aan kwalificatie | Niet deelgenomen aan kwalificatie | Niet deelgenomen aan kwalificatie | Niet deelgenomen aan kwalificatie | Niet deelgenomen aan kwalificatie | Niet deelgenomen aan kwalificatie |
| 2014 (16)              | Niet deelgenomen aan kwalificatie | Niet deelgenomen aan kwalificatie | Niet deelgenomen aan kwalificatie | Niet deelgenomen aan kwalificatie | Niet deelgenomen aan kwalificatie | Niet deelgenomen aan kwalificatie | Niet deelgenomen aan kwalificatie | Niet deelgenomen aan kwalificatie |
| 2016 (16)              | Niet deelgenomen aan kwalificatie | Niet deelgenomen aan kwalificatie | Niet deelgenomen aan kwalificatie | Niet deelgenomen aan kwalificatie | Niet deelgenomen aan kwalificatie | Niet deelgenomen aan kwalificatie | Niet deelgenomen aan kwalificatie | Niet deelgenomen aan kwalificatie |
| 2018 (16)              | Niet gekwalificeerd               | Niet gekwalificeerd               | Niet gekwalificeerd               | Niet gekwalificeerd               | Niet gekwalificeerd               | Niet gekwalificeerd               | Niet gekwalificeerd               | Niet gekwalificeerd               |
| 2020 (16)              | Niet deelgenomen aan kwalificatie | Niet deelgenomen aan kwalificatie | Niet deelgenomen aan kwalificatie | Niet deelgenomen aan kwalificatie | Niet deelgenomen aan kwalificatie | Niet deelgenomen aan kwalificatie | Niet deelgenomen aan kwalificatie | Niet deelgenomen aan kwalificatie |
| 2022 (16)              | Niet deelgenomen aan kwalificatie | Niet deelgenomen aan kwalificatie | Niet deelgenomen aan kwalificatie | Niet deelgenomen aan kwalificatie | Niet deelgenomen aan kwalificatie | Niet deelgenomen aan kwalificatie | Niet deelgenomen aan kwalificatie | Niet deelgenomen aan kwalificatie |
| Totaal                 | 0/15                              | 0                                 | 0                                 | 0                                 | 0                                 | 0                                 | 0                                 | 0                                 |

 Kampioenen   Runners-up   Derde plaats   Vierde plaats

### EHF Challenge Trophy
De EHF Challenge Trophy is een Europees handbaltoernooi voor handballanden in ontwikkeling.
| EHF Challenge Trophy | EHF Challenge Trophy | EHF Challenge Trophy | EHF Challenge Trophy | EHF Challenge Trophy | EHF Challenge Trophy | EHF Challenge Trophy | EHF Challenge Trophy | EHF Challenge Trophy |
| Jaar                 | Resultaat            | Wed                  | W                    | G                    | V                    | DV                   | DT                   | DS                   |
| -------------------- | -------------------- | -------------------- | -------------------- | -------------------- | -------------------- | -------------------- | -------------------- | -------------------- |
| 2000                 | Niet deelgenomen     | Niet deelgenomen     | Niet deelgenomen     | Niet deelgenomen     | Niet deelgenomen     | Niet deelgenomen     | Niet deelgenomen     | Niet deelgenomen     |
| 2002                 | 5de                  |                      |                      |                      |                      |                      |                      |                      |
| 2004                 | Niet deelgenomen     | Niet deelgenomen     | Niet deelgenomen     | Niet deelgenomen     | Niet deelgenomen     | Niet deelgenomen     | Niet deelgenomen     | Niet deelgenomen     |
| 2006                 | 4de                  |                      |                      |                      |                      |                      |                      |                      |
| 2008                 | Niet deelgenomen     | Niet deelgenomen     | Niet deelgenomen     | Niet deelgenomen     | Niet deelgenomen     | Niet deelgenomen     | Niet deelgenomen     | Niet deelgenomen     |
| 2010                 | Niet deelgenomen     | Niet deelgenomen     | Niet deelgenomen     | Niet deelgenomen     | Niet deelgenomen     | Niet deelgenomen     | Niet deelgenomen     | Niet deelgenomen     |
| 2012                 | Niet deelgenomen     | Niet deelgenomen     | Niet deelgenomen     | Niet deelgenomen     | Niet deelgenomen     | Niet deelgenomen     | Niet deelgenomen     | Niet deelgenomen     |
| 2014                 | Niet deelgenomen     | Niet deelgenomen     | Niet deelgenomen     | Niet deelgenomen     | Niet deelgenomen     | Niet deelgenomen     | Niet deelgenomen     | Niet deelgenomen     |
| 2016                 | 2de                  |                      |                      |                      |                      |                      |                      |                      |
| 2018                 | Niet deelgenomen     | Niet deelgenomen     | Niet deelgenomen     | Niet deelgenomen     | Niet deelgenomen     | Niet deelgenomen     | Niet deelgenomen     | Niet deelgenomen     |
| Totaal               | 3/10                 |                      |                      |                      |                      |                      |                      |                      |

 Kampioenen   Runners-up   Derde plaats   Vierde plaats